# Cryptus australis
Cryptus australis là một loài tò vò trong họ Ichneumonidae.